# Halterofília als Jocs Olímpics d'estiu de 1896
Als Jocs Olímpics d'Estiu de 1896 es van disputar dues proves d'halterofília. Els dos primers classificats foren els mateixos en les dues proves, però amb l'ordre canviat a cadascuna de les proves. Les medalles de bronze anaren a parar a mans d'aixecadors grecs. En total van prendre-hi part set homes representant a cinc països.

## Medaller de les proves d'halterofília
Aquestes medalles foren assignades a posteriori pel Comitè Olímpic Internacional. A l'època, als guanyadors se'ls donava una medalla de plata i els subsegüents llocs no rebien cap premi.
| Prova                             | Or                | Argent            | Bronze                  |
| Aixecament amb un braç detalls    | Launceston Elliot | Viggo Jensen      | Alexandros Nikolopoulos |
| Aixecament amb dos braços detalls | Viggo Jensen      | Launceston Elliot | Sotirios Versís         |

## Proves d'halterofília

### Aixecament amb un braç
| Posició | Esportista              | País       | Pes               |
| ------- | ----------------------- | ---------- | ----------------- |
| Or      | Launceston Elliot       | Regne Unit | 71,0 kg           |
| Argent  | Viggo Jensen            | Dinamarca  | 57,0 kg           |
| Bronze  | Alexandros Nikolopoulos | Grècia     | 57,0 kg / 40,0 kg |
| 4       | Sotirios Versís         | Grècia     | 40,0 kg           |

### Aixecament amb dos braços
| Posició | Esportista           | País       | Pes      |
| ------- | -------------------- | ---------- | -------- |
| Or      | Viggo Jensen         | Dinamarca  | 111,5 kg |
| Argent  | Launceston Elliot    | Regne Unit | 111,5 kg |
| Bronze  | Sotirios Versís      | Grècia     | 90,0 kg  |
| 4       | Georgios Papasideris | Grècia     | 90,0 kg  |
| 4       | Carl Schuhmann       | Alemanya   | 90,0 kg  |
| 6       | Momcsilló Tapavicza  | Hongria    | 80,0 kg  |

## Medaller
| Posició | País       | Or | Argent | Bronze | Total |
| 1       | Dinamarca  | 1  | 1      | 0      | 2     |
| 1       | Regne Unit | 1  | 1      | 0      | 2     |
| 3       | Grècia     | 0  | 0      | 2      | 2     |

Alemanya i Hongria van participar en les proves d'halterofília, però no aconseguiren cap medalla.